# Prince George Circuit
Het Prince George Circuit is 3,9 km lang. Het circuit ligt in Oos-Londen, Zuid-Afrika.
Het werd geopend in de jaren 30, in 1934 en 1936 was er de Grote Prijs van Zuid-Afrika. Maar omdat het oorlog was werd de wedstrijd stilgelegd. Om veiligheidsredenen werd het circuit verbouwd. Maar omdat de Formule 1 het circuit te klein vond worden werden er vanaf 1965 geen races meer gereden; deze werden verplaatst naar Kyalami.

## Resultaten
| Seizoen | Datum       | Winnaar     | Winnende team |
| ------- | ----------- | ----------- | ------------- |
| 1965    | 1 januari   | Jim Clark   | Lotus-Climax  |
| 1963    | 28 december | Jim Clark   | Lotus-Climax  |
| 1962    | 29 december | Graham Hill | BRM           |